# Boina
Boina falu Romániában, a Bánságban, Krassó-Szörény megyében.

## Fekvése
Dalbosec mellett fekvő település.

## Története
Boina korábban Dalbosec része volt. Az 1956-os népszámláláskor már önálló településként szerepelt 122 lakossal. 1966-ban 97, 1977-ben 70, 1992-ben 47, a 2002-es népszámláláskor 29 román lakosa volt.